# Kristall Máni Ingason
Kristall Máni Ingason, né le 18 janvier 2002 à Reykjavik en Islande, est un footballeur international islandais, qui évolue au poste du SønderjyskE.

## Biographie

### En club
Né à Reykjavik en Islande, Kristall Máni Ingason est formé par l'un des clubs de sa ville natale, le Fjölnir Reykjavik. Il est repéré par le club danois du FC Copenhague, où il signe le 18 janvier 2018, jour de son seizième anniversaire alors qu'il était également suivi par le rival du Brøndby IF. Cependant, il ne joue jamais en équipe première.
Le 31 mai 2020, il est prêté au Víkingur Reykjavík jusqu'à la fin de l'année.
En janvier 2021, Ingason rejoint définitivement le Víkingur Reykjavík. Il signe un contrat de trois ans. Il se fait remarquer le 2 octobre 2021 contre le Vestri Ísafjördur en Coupe d'Islande en inscrivant trois buts, donnant ainsi la victoire à son équipe (0-3 score final) et lui permettant donc d'accéder à la finale. Il est le premier joueur à inscrire un triplé en demi-finale de la coupe d'Islande depuis Hörður Magnússon (footballer, born 1966) (en), qui avait réalisé pareil performance le 8 août 1991. Ingason est titulaire lors de la finale remportée par son équipe le 16 octobre 2021 contre ÍA Akranes (0-3 score final).
Ingason est élu joueur le plus prometteur du championnat islandais en 2021.
Le 1er août 2022, Kristall Máni Ingason rejoint la Norvège pour s'engager en faveur d'un des clubs les plus importants du pays, le Rosenborg BK. Il signe un contrat courant jusqu'en décembre 2026.
Le 19 juillet 2023, Kristall Máni Ingason fait son retour au Danemark en signant en faveur de SønderjyskE, club évoluant alors en deuxième division danoise. Il signe un contrat courant jusqu'en juin 2026.

### En sélection
Avec l'équipe d'Islande des moins de 19 ans, Ingason fait cinq apparitions en 2019 et inscrit deux buts. Ses deux buts sont inscrit lors d'un même match, le 16 novembre contre la Grèce. Il contribue ce jour-là à la victoire des siens par cinq buts à deux.
Le 12 janvier 2022, Kristall Máni Ingason honore sa première en sélection avec l'équipe d'Islande contre l'Ouganda. Il entre en jeu à la place de Viktor Karl Einarsson (en) et les deux équipes se neutralisent ce jour-là (1-1 score final).

## Palmarès
Víkingur Reykjavík
- Coupe d'Islande :
  - Vainqueur : 2021.
- Championnat d'Islande :
  - Champion : 2021.